# Katharina Fink
Katharina Fink (* 14. November 2002 in Bozen) ist eine ehemalige italienische Badmintonspielerin des SSV Bozen.

## Karriere
Fink begann im Alter von zehn Jahren Badminton zu spielen. In ihrer Juniorenkarriere trainierte sie an der Südtirol Badminton School und stieg 2021 im Damendoppel in die Top 200 der BWF-Weltrangliste ein. Sie gewann die nationale Meisterschaft im Dameneinzel im Jahr 2018. Bis 2022 erkämpfte sie sich des Weiteren sechs nationale Vizemeistertitel. Fink holte sich ihren ersten internationalen Senioren-Titel bei den South Africa International 2019 im Doppel der Frauen gemeinsam mit Yasmine Hamza. Zusammen mit Hamza gewann sie bei den Mittelmeerspielen 2022 die Silbermedaille.
Im Jahr 2024 gewann Fink, die auch die Schweizer Staatsbürgerschaft besitzt, die Bronzemedaille im Einzel im Rahmen der Schweizer Meisterschaft in Genf.

## Erfolge im Damendoppel
| Jahr | Turnier                    | Partner       | Gegner                          | Ergebnis            | Resultat   |
| ---- | -------------------------- | ------------- | ------------------------------- | ------------------- | ---------- |
| 2019 | Cyprus International       | Yasmine Hamza | Daniella Gonda Ágnes Kőrösi     | 12–21, 21–12, 19–21 | Finalistin |
| 2019 | South Africa International | Yasmine Hamza | Megan de Beer Johanita Scholtz  | 16–21, 21–15, 21–16 | Siegerin   |
| 2020 | Latvia International       | Yasmine Hamza | Kati-Kreet Marran Helina Rüütel | 11–21, 12–21        | Finalistin |
| 2021 | Greece International       | Yasmine Hamza | Low Yeen Yuan Valeree Siow      | 15–21, 16–21        | Finalistin |
| 2021 | Cyprus International       | Yasmine Hamza | Polina Tkach Tetyana Potapenko  | 21–10, 11–7 ret.    | Siegerin   |
| 2021 | El Salvador International  | Yasmine Hamza | Sânia Lima Tamires Santos       | 12–21, 21–13, 13–21 | Finalistin |
| 2022 | Mittelmeerspiele           | Yasmine Hamza | Bengisu Erçetin Nazlıcan İnci   | 15–21, 18–21        | Silber     |
| 2023 | Iceland International      | Yasmine Hamza | Abbygael Harris Annie Lado      | 13–21, 18–21        | Finalistin |

| Farbcode                 |
| ------------------------ |
| BWF Future Series        |
| BWF International Series |
| Multisportveranstaltung  |